# Pindemonte
I Pindemonte (di cui un ramo successivamente divenne Pindemonte Rezzonico) furono una famiglia aristocratica veronese, ascritta al patriziato veneziano e annoverata fra le cosiddette Case fatte per soldo.

## Storia

Stemma della famiglia Pindemonte, un esempio di arma parlante.

I Pindemonte furono un'antica famiglia originaria di Verona.
Discendenti dei Della Scala (tra cui Alberto I e Bartolomeo I  e dei Della Torre), il capostipite di questo potente casato sarebbe da individuarsi in Giovanni Pindemonte, giudice veronese attestato nel 1325. Sin dal 1410, i Pindemonte fecero parte del Consiglio nobile della propria città.
Due secoli più tardi, nel 1654, i fratelli Giovanni e Giacomo ottennero dal duca di Mantova Carlo II di Gonzaga-Nevers la dignità marchionale, trasmissibile a tutti i primogeniti maschi. Con diploma del 15 giugno 1657, invece, Giovanni ricevette dall'imperatrice Eleonora il titolo di "storiografo imperiale"; il 15 novembre 1679, infine, anche il Senato veneziano lo onorò col conferimento del rango di cavaliere dell'Ordine di San Marco.
I Pindemonte furono aggregati al patriziato veneziano al crepuscolo della Serenissima, nel 1782. Con l'arrivo degli austriaci in Veneto, ottennero la conferma della nobiltà con Sovrana Risoluzione del 18 dicembre 1817, e il riconoscimento del titolo marchionale (S.R. datata 25 agosto 1820). Questo ramo, insignito del rango di marchesi e iscritto in quello che fu il Libro d'Oro, attraverso il matrimonio di Giovanni Pindemonte con Vittoria Maria Widmann Rezzonico, assunse il cognome Rezzonico dall'omonima famiglia comasca e già fiorente in Venezia come della Torre di Rezzonico e Widmann Rezzonico, diventando Pindemonte Rezzonico. Ultime di questo ramo furono Maria Luisa sposata con Tommaso Castelbarco Visconti Simonetta (il cui figlio Emanuele assunse il cognome Castelbarco Visconti Simonetta Pindemonte Rezzonico) e Giovanna Violante sposata con Ferdinando Sparavieri.
Un secondo ramo, invece, membro dell'aristocrazia veronese sin dal 1409, fu confermato nella propria nobiltà con Sovrane Risoluzioni del 12 ottobre 1818 e 19 novembre 1820.

## Membri illustri
- Giovanni Pindemonte (1751 - 1812), poeta e drammaturgo italiano;
- Ippolito Pindemonte (1753 - 1828), poeta e letterato, fratello del precedente.

## Luoghi e architetture
- Palazzo Pindemonte, a Verona;
- Palazzo Marcello Pindemonte Papadopoli, a Castello;
- Villa Pindemonte, a Vo' Pindemonte di Isola della Scala.